# Vanessa itea
Vanessa itea is een vlinder uit de familie Nymphalidae, de vossen, parelmoervlinders en weerschijnvlinders. De Engelse naam is "Yellow Admiral". De vlinder komt voor in Australië, op Norfolk en Lord Howe-eiland en in Nieuw-Zeeland. De spanwijdte bedraagt 48 tot 55 millimeter. De waardplanten van Vanessa itea zijn onder andere Parietaria debilis, Pipturus argenteus, Urtica incisa en kleine brandnetel.